# Pierre de Saint-Louis
Pierre de Saint-Louis (1626-1684) est un poète et religieux français.

## Biographie
Né en 1626 à Valréas (Vaucluse), il entra dans les ordres après avoir perdu sa fiancée, enlevée par la petite vérole.
Devenu carme dans un couvent près de Marseille, il composa en l'honneur de sainte Madeleine, patronne de la femme qu'il avait aimée, un poème en douze livres : la Magdaléïde ou Madeleine au désert de la Ste-Baume, qui parut à Lyon en 1668.
Il entreprit plus tard un autre poème du même genre, l’Éliade, dont le héros était le prophète Élie, fondateur présumé de l'Ordre du Carmel.